# Laetitia Gonzalez
Pour les articles homonymes, voir González.
Laetitia Gonzalez est une productrice de cinéma française. Elle dirige la société Les Films du poisson avec Yaël Fogiel.

## Biographie
Laetitia Gonzalez commence comme assistante de mise en scène avant de devenir productrice indépendante. Elle fonde en 1994 avec Yaël Fogiel la société Les Films du Poisson afin de financer le cinéma d'auteur, notamment étranger,. Elles reçoivent conjointement, en 2011, le Prix Daniel-Toscan-du-Plantier du « meilleur producteur ».
Elle est membre du Collectif 50/50 qui a pour but de promouvoir l’égalité des femmes et des hommes et la diversité dans le cinéma et l'audiovisuel,.

## Filmographie

### Longs métrages en tant que productrice principale ou déléguée
- 2003 : Motus (téléfilm) de Laurence Ferreira Barbosa
- 2003 : La Chose publique de Mathieu Amalric
- 2003 : Depuis qu'Otar est parti de Julie Bertuccelli (Grand Prix de la semaine internationale de la critique)
- 2007 : Les Méduses d'Etgar Keret et Shira Geffen (Caméra d'or du Festival de Cannes)
- 2008 : À l'est de moi de Bojena Horackova
- 2008 : Nulle part, terre promise d'Emmanuel Finkiel
- 2008 : 57000 km entre nous de Delphine Kreuter
- 2009 : Tournée de Mathieu Amalric (Prix de la mise en scène du Festival de Cannes)
- 2009 : Lignes de front de Jean-Christophe Klotz
- 2009 : La Grande Vie d'Emmanuel Salinger
- 2010 : L'Arbre de Julie Bertuccelli
- 2011 : Lettres et révolutions de Flavia Castro
- 2012 : La Terre outragée de Michale Boganim
- 2013 : Les Interdits de Anne Weil et Philippe Kotlarski
- 2013 : The Gatekeepers de Dror Moreh (Prix du meilleur documentaire de l'American National Society of Film Critics, également nommé à l'Oscar du meilleur film documentaire en 2013)
- 2014 : La Dune de Yossi Aviram
- 2014 : La Cour de Babel de Julie Bertuccelli
- 2020 : L'Agent immobilier (mini-série) d'Etgar Keret et Shira Geffen
- 2021 : En thérapie (série télévisée) d'Olivier Nakache et Éric Toledano
- 2021 : Serre moi fort de Mathieu Amalric
- 2021 : Et j'aime à la fureur (documentaire) d'André Bonzel
- 2023 : Little Girl Blue de Mona Achache

## Distinctions

### Récompenses
- Prix Daniel-Toscan-du-Plantier 2011 du meilleur producteur avec Yaël Fogiel pour Tournée[6]

### Nominations
- Prix Daniel-Toscan-du-Plantier 2024 du meilleur producteur pour Little Girl Blue[7]
- César 2024 : Meilleur film documentaire pour Little Girl Blue[8]